# Muraltia brachypetala
Muraltia brachypetala är en jungfrulinsväxtart som beskrevs av Donald Dungan Dod. Muraltia brachypetala ingår i släktet Muraltia och familjen jungfrulinsväxter. Inga underarter finns listade i Catalogue of Life.